# Hontoba
Hontoba es un municipio y localidad española de la provincia de Guadalajara, en la comunidad autónoma de Castilla-La Mancha. El término municipal, que incluye el núcleo de Hontoba y las urbanizaciones El Mirador y los Manantiales, tiene una población de 439 habitantes (INE 2024).

## Situación
Hontoba se halla en el fondo del profundo valle que forma el arroyo de San Sebastián, uno de los afluentes del río Tajuña, y a los pies de la cárcava en cuya cima se halla la antiquísima ermita de Nuestra Señora de los Llanos, patrona de la villa.
Su término municipal limita con los de Aranzueque, Renera, Hueva, Escopete, Escariche y Loranca de Tajuña.

## Historia
Aldea musulmana, fue reconquistada en 1124 por el rey Alfonso VII. Su nieto Alfonso VIII la donaría a la Orden de Calatrava en cuyo señorío se mantuvo hasta finales del siglo XV, en que los Reyes Católicos tomaron para la Corona los extensos territorios de la Orden.
La tradición local cuenta que en la Edad Media la Virgen de los Llanos se apareció a un pastor en la actual ubicación de la ermita y, desde entonces, sus habitantes suben anualmente en romería a lo que también fue monasterio de los jerónimos hasta la desamortización de Mendizábal de 1836.
Hacia mediados del siglo XIX, el lugar tenía contabilizada una población de 400 habitantes. La localidad aparece descrita en el noveno volumen del Diccionario geográfico-estadístico-histórico de España y sus posesiones de Ultramar de Pascual Madoz de la siguiente manera:

HONTOBA: v. con ayunt. en la prov. de Guadalajara (5 leg.), part. jud. de Pastrana (2), aud. terr. de Madrid (11), c. g. de Castilla la Nueva, dióc. de Toledo (23). sit. en una cañada entre dos cordilleras que la resguardan de los vientos N. y S.: goza de clima sano sin que se conozcan enfermedades especiales: tiene 100 casas, la consistorial, un horno de pan cocer, un edificio que sirvió para los granos del pósito, cuyo fondo solo consiste ahora en deudas incobrables, escuela de instruccion primaria frecuentada por 16 alumnos, á cargo de un maestro a la vez secretario de ayunt., dotado por el primer concepto con 12 fan. de trigo, producto de una pia memoria, y una corta retribucion de los discípulos; hay una fuente de buenas aguas con dos caños y un pilon, formándose del sobrante un arroyo que sirve de lavadero, una igl. parr. de primer ascenso (San Pedro) servida por un cura y un sacristan; el cementerio se halla en posicion que no ofende á la salubridad pública; fuera de la v. en una de las cord. que la dominan, se ven varias bodegas para conservar el vino. térm.: confina N. Renera y Aranzueque; E. Hueva; S. Escariche y Escopete, y O. Loranca de Tajuña; dentro de él se se encuentran la ermita de la Soledad, el santuario de Ntra. Sra. de los Llanos, este en estado ruinoso, y junto á él una granja con varios terrenos cultivables que pertenecieron á los frailes Gerónimos de Tendilla, y todo ha sido desamortizado en la presente época constitucional: el terreno participa de llano y montuoso; el primero de bastante miga y de primera y segunda calidad, el segundo arenisco y pedregoso; se riegan unas 106 fan. por medio de dos arroyos; el uno nace en el térm. y corriendo por la cañada en que está situada la pobl., divide a esta en dos partes desiguales y va á unirte con el otro que viene por la cañada de Val de Renera para marchar asi a la jurisd. de Loranca de Tajuña, en la que dan sus aguas al r. de este nombre: hay dos montes encinares, uno correspondiente al comun de vec. y el otro de propiedad particular. caminos: los locales de herradura y en mal estado, ya por la escabrosidad del terreno y ya por el abandono con que se miran. correo: se recibe y despacha en la estafeta de Pastrana por un cartero que pagan varios pueblos. prod.: trigo, cebada, centeno, avena, judias, almortas, cáñamo, patatas, aceite, vino y algo de zumaque; se cria ganado lanar, cabrio, vacuno, mular y poco del asnal: caza de liebres, conejos y bastantes perdices. ind.: la agrícola, algunos de los oficios y artes mecánicas mas indispensables, dos molinos, uno aceitero y otro harinero, y el carboneo cuando se permiten cortas. omercio: esportacion de frutos sobrantes y del carbon para Guadalajara, Alcalá y Madrid, é importacion de los art. de consumo que faltan, de los que generalmente se surte el vecindario en los mercados de Pastrana. pobl.: 120 vec., 400 alm cap. prod.: 1.565,000 rs. imp.: 125,200. contr.: 6,556. presupuesto municipal: 4,591 se cubre con los fondos de propios y arbitrios, consistentes en los productos del horno de poya, los molinos, una bodega que servia para guardar los vinos del diezmo, algunos pequeños trozos de tierra, el oficio de fiel medidor y los pastos de fincas de propiedad particular; en caso de déficit se procede á reparto vecinal.
(Madoz, 1847, p. 221)

## Demografía
Hontoba cuenta con una población de 439 habitantes (INE 2024).
| Gráfica de evolución demográfica de Hontoba entre 1842 y 2021                                                       |
| |
| Población de derecho según los censos de población del INE Población de hecho según los censos de población del INE |

| 142           | 185 | 185 | 220 | 336 | 328 | 314 |
| (Fuente: INE) |     |     |     |     |     |     |

## Patrimonio

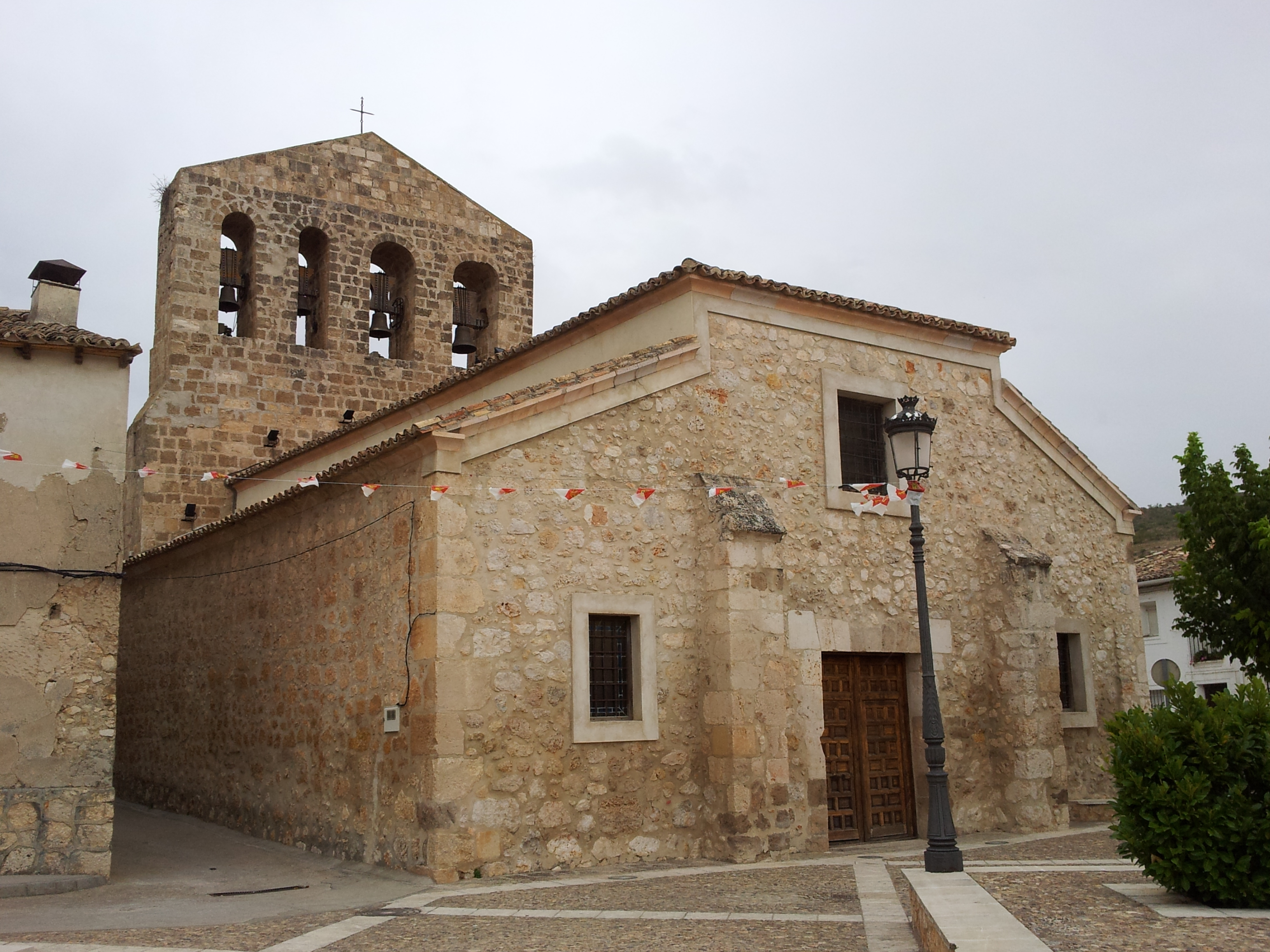
Iglesia de San Pedro

La iglesia de San Pedro es una de las más antiguas de La Alcarria y su ábside se suele datar de principios del siglo XIII. 
A la entrada del pueblo se encuentra la ermita de la Virgen de los Llanos, del siglo XVII, en estado de ruina.